# Варениковское
Варе́никовское — село в Степновском районе (муниципальном округе) Ставропольского края России.

## География
Расстояние до краевого центра: 198 км.
Расстояние до районного центра: 28 км.

## История
Дата основания: 1865:30.
Постановлением ВЦИК от 26.08.1929 г. хутор Яман переименован в село Варениково.
До 16 марта 2020 года Варениковское было административным центром упразднённого Варениковского сельсовета.

## Население
| 1925 | 1926 | 1989  | 2002  | 2010  | 2014  |
| ---- | ---- | ----- | ----- | ----- | ----- |
| 375  | ↗382 | ↗1268 | ↘1233 | ↘1160 | ↘1100 |

По данным переписи 2002 года, в национальной структуре населения преобладают русские (82 %).

## Инфраструктура
- Администрация Варениковского сельсовета[12]
- Культурно-досуговый центр[13]
- Детский сад № 5 «Тополёк»[14]
- Средняя общеобразовательная школа № 7. Открыта 10 января 1972 года[15]
- Колхоз «Чугуевский». Образован 3 марта (по другим данным - 1 апреля[16]) 1957 года как совхоз «Чугуевский»[17]

## Памятники
- Могила красных партизан, погибших в годы гражданской войны, и комсомольца Я. Вареникова, убитого кулаками. 1918, 1929 годы[18]

## Кладбище
В границах села расположены 2 общественных открытых кладбища.